# Культурное наследие Узбекистана в собраниях мира
Культурное наследие Узбекистана в собраниях мира (узб.O‘zbekiston madaniy merosi jahon to‘plamlarida) - научно-просветительская серия книг-альбомов, посвященная экспонатам, имеющим отношение к культуре и истории Центральной Азии и Узбекистана в частности, которые хранятся в музеях в разных стран мира. Автором проекта является Фирдавс Абдухаликов. Подготовкой и последующей публикацией книг-альбомов занимается Всемирное общество по изучению, сохранению и популяризации культурного наследия Узбекистана.

## История создания серии
В 2015 году узбекский журналист и общественный деятель Фирдавс Абдухаликов создал международный некоммерческий проект "Культурное наследие Узбекистана", который стал основой для Всемирного общества по изучению, сохранению и популяризации культурного наследия Узбекистана. Научным руководителем проекта стал Эдвард Ртвеладзе, а председателем попечительского совета - Бахтиер Фазылов. В том же году началась реализация издательского проекта "Архитектурная эпиграфика Узбекистана", которая на 2023 год включает в себя 13 томов книг-альбомов. В, посвященных 13 регионам республики 2016 году было принято решение о реализации более крупного издательского проекта по каталогизации предметов культурного наследия Узбекистана, хранящихся как за рубежом так и на территории республики. Началась работа по налаживанию контактов с представительствами музеем из разных стран мира, в том числе России, Турции, Франции, США, Канады, Германии, Великобритании, Италии, Японии, Польши, Чехии, Индии, Малайзии. К проекту подключились и стали членами Всемирного общества Фредерик Старр, Ефим Резван, Ирина Попова, Франсис Ришар, Тигран Мкртычев, и сотни других ученых и специалистов со всего мира. Было решено публиковать собранные материалы в виде иллюстрированных книг-альбомов, которых на 2023 год издано 60 томов. Авторами статей для книг-альбомов являются как сотрудники музеев, так и ученые-востоковеды. Презентации книг-альбомов проходят на ежегодном Международном конгрессе "Культурное наследие Узбекистана"

## Перечень и краткое содержание книг

### Собрание Государственного музея Востока
Том I посвящен предметам древнего, средневекового и современного искусства, происходящим с территории Узбекистана, которые находятся в коллекции Государственного музея Востока в Москве. В их числе экспонаты, относящиеся к трем религиозным традициям Хорезма и Северной Бактрии с IV в. до н.э. по IV в. н.э   — культ плодородия, эллинистические культы, буддизм. Среди представленных в альбоме предметов находки, обнаруженные историком искусства Борисом Денике в Старом Термезе, среди которых ганчевый декор дворца термезских правителей, буддийские скульптуры III в. н.э. из Каратепа, скульптурная голова Будды, покрытая позолотой.Также в альбом включены произведения искусства XIX-XX веков – ювелирные и резные изделия, керамика, традиционный текстиль, а также работы ряда современных художников Центральной Азии: Льва Бурэ, Павла Бенькова, Александра Волкова, Урала Тансыкбаева.

### Собрание Российского этнографического музея
Том II посвящен собранию Российского этнографического музея Санкт-Петербурга. Наиболее ценные артефакты, представленные в собрании, – шедевры, изготовленные в придворных мастерских бухарских эмиров, которые посылались в Санкт-Петербург в качестве даров членам царской семьи. Среди них предметы, которые были привезены в Россию в конце 1890-х годов, – текстиль, подарочное оружие, конская упряжь, ювелирные украшения.Также в альбоме представлены не менее интересные изделия, производимые для местных рынков народными мастерами – узбеками, каракалпаками, среднеазиатскими арабами, бухарскими евреями. В том числе кухонная утварь, предметы одежды, свадебные принадлежности.

### Собрание Государственной Третьяковской галереи
Том III посвящен коллекции современной живописи Узбекистана, представленной в Государственной Третьяковской галерее в Москве. В основном это работы художников, созданные в период с первой половины XIX до начала XXI веков. Среди авторов картин, представленных в альбоме, уроженцы Узбекистана Александр Волков, Рахим Ахмедов. Также опубликованы уникальные работы творивших в Узбекистане Павла Бенькова, Николая Карахана, Георгия Чиганова, Урала Тансыкбаева и многих других художников, оставивших свой след в истории культуры республики и всего мира искусства.

### Вышивка и ковры Узбекистана в зарубежных собраниях
Том IV посвящен вышивке и коврам. В книгу-альбом вошли наиболее яркие и значимые экспонаты в основном XIX-XX веков из шести музейных и пяти частных коллекций из разных стран мира. В том числе предметы из коллекции сюзане Дорис Дьюк в Музее исламского искусства, культуры и дизайна Шангри-ла (Гонолулу, США), собрания Российского этнографического музея, коллекции Канадского музея текстиля, австралийского Музея Пауэрхаус, а также предметы каракалпакского искусства из частной коллекции британских исследователей Сью и Дэвида Ричардсонов.

### Произведения Алишера Навои в шедеврах книжного искусства XV–XVI веков (Из собрания Российской национальной библиотеки)
Том V посвящен рукописному фонду произведений Алишера Навои, хранящемуся в Российской национальной библиотеки Санкт-Петербурга. В альбоме в том числе опубликована информация о рукописях Навои из коллекции горнопромышленника Петра Фролова, а также о произведениях узбекского поэта, добытых генерал-лейтенантом Петром Сухтеленом во время русско-иранской войны и переданных в дар императору Николаю I, который серьёзно интересовался восточными рукописями. Кроме того, в альбом попал и «Ранний диван» — самая старая сохранившаяся рукопись сочинений Навои, названная русскими дипломатами тех времен «ценой крови Грибоедова».

### Музыкальное наследие Узбекистана в собраниях Российской Федерации
Том VI посвящен музыкальному наследию Узбекистана. В основу книги легло описание коллекции музыкальных инструментов из собрания этнографа А.Ф. Эйхгорна, которая хранится во Всероссийском музейном объединении музыкальной культуры (ВМОМК) имени М.И. Глинки в Москве. В книге дается характеристика истории музыкальных инструментов на территории Узбекистана, начиная с эпохи бронзы. Кроме того, в альбоме представлены относящиеся к музыкальному творчеству Узбекистана предметы и инструменты из коллекций других российских музеев. В частности, предметы кукольного театра Туркестана начала ХХ в. с музыкальными инструментами и уникальным «Уставом музыкантов» («Рисала-йи мехтарлик») из собрания Российского этнографического музея, всемирно известный буддийский памятник Айртамский фриз с изображением женщин-музыкантов с инструментами в руках из коллекции Эрмитажа. В альбом в числе прочего вошли посвященные музыкальной культуре Узбекистана, украшенные миниатюрами рукописи Низами Гянджеви, Алишера Навои и другихперсоязычных и тюркоязычных поэтов из собрания Российской национальной библиотеки, а также «Трактат о музыке» бухарского музыканта XIX-XX вв. Дарвиша Али Чанги из архива Института восточных рукописей Российской академии наук.

### Собрание Института восточных рукописей Российской Академии наук
В VII томе серии книг-альбомов представлены десятки рукописей, имеющих отношение к территории Узбекистана разных эпох, которые хранятся в архивах Института восточных рукописей Российской Академии наук (РАН) Санкт-Петербурга. Доисламский период развития письменности в альбоме в частности представлен уникальными согдийскими рукописными текстами, доставленными в Россию экспедицией П.  К. Козлова и В.И. Роборовского из Туюк-Мазара. Средневековый ренессанс представлен в том числе уникальной копией корана «Катта Лангар», самым значимым  трудом лексикографа арабского языка Исмаила аль-Джаухари «Ас-сихах фи-л-лугат» («О правильности в языке»). Также в альбоме опубликованы рукописи и их описание «Шах-наме» («Книга царей»), «Темур-наме», «Бабур-наме», работы Мухаммада Риза Агахи, сборники стихов Алишера Навои, «Сулук ал-мулук» («Правила поведения государей») Рузбахана ал-Исфахани и многие другие не менее значимые памятники письменности Узбекистана.

### Собрание Государственного Эрмитажа (часть 1)
VIII том серии книг-альбомов – первая часть трилогии, посвященной предметам, относящихся к истории и культуре Узбекистана, которые находятся в коллекции санкт-петербургского Эрмитажа. Посвящено памятникам ряда историко-культурных областей Узбекистана периода древности – раннего средневековья – Бактрии-Тохаристана, Согда, Хорезма, Чача, Ферганы. В том числе, находкам Н.И. Веселовского, а также предметам из коллекции краеведа и этнографа Мирзы Бухари с подробным описанием истории артефактов. В числе предметов: обнаруженные в Самарканде и его предместьях терракотовые фигурки начала I тысячелетия н.э. Скульптуры, живопись и оссуарии древнего Хорезма,  среди них находки во дворце Топрак-кала, Айртамский фриз, а также древности Чача, Варахши и Ферганы, монеты и эпиграфика, найденные на территории современного Узбекистана.

### Собрание Государственного музея искусств Республики Каракалпакстан имени И.В. Савицкого
IX том посвящен коллекции Государственного музея искусств имени И.В. Савицкого. В альбоме представлена археологическая коллекция, которая объединяет предметы, связанные с различными религиозными культами, распространенными на территории Каракалпакстана в разные эпохи (зороастризм, эллинистические культы, буддизм, христианство, ислам), в том числе оссуарии, скульптурные изображения, фрагменты настенной живописи. Наряду с этим, в альбом попали и архитектурные украшения, гончарные изделия, ювелирные изделия, оружие, монеты III-XVIII вв. В альбом включены картины из коллекции туркестанского авангарда, в том числе работы художников Александра Волкова, Александра Николаева (Усто Мумин), Оганеса Татевосяна, Николая Карахана, Урала Тансыкбаева. Также в книге-альбоме представлены работы художников Павла Бенькова, Игоря Савицкого, Кыдырбая Саипова.

### Культурное наследие Узбекистана в музеях Москвы
В X томе объединены коллекции, посвященные Узбекистану, двух музеев Москвы - Государственного исторического музея и Всероссийского музея декоративно-прикладного и народного искусства. Коллекция Государственного исторического музея представлена в альбоме образцами древнего и раннесредневекового искусства различных историко-культурных областей Узбекистана, в частности это раритетные образцы изделий из керамики, художественный металл, драгоценные камни. Собрание Всероссийского музея декоративно-прикладного и народного искусства в книге представлено произведениями узбекских мастеров различных видов ремесел XIX-XX вв. Помимо раритетных предметов в альбоме опубликованы работы российских художников, тематически связанных или вдохновленных культурой и историей Узбекистана.

### Собрания Федеративной республики Германия
XI том посвящен коллекциям музеев и частных коллекций Германии, связанных с экспонатами с территории Узбекистана. Собранная в альбоме коллекция — шедевры исламского Средневековья, периода позднесредневековых узбекских ханств, изделия узбекских мастеров ХХ в. В альбоме в том числе представлены предметы из коллекции керамики древнего Самарканда в собраниях Музея исламского искусства в Берлине, пояса и кинжалы из Оружейной палаты в Дрездене, уникальные рукописи на чагатайском языке, связанные с историей и культурой Узбекистана, из собрания Национальной библиотеки Германии, в их числе редчайшие рукописи Алишера Навои и звездные таблицы Улугбека. Представлены и экспонаты из коллекции Музея Линдена в Дрездене, среди них предметы одежды, образцы книжного искусства, изделия из керамики и металла. Коллекция Манфреда Бумиллера в альбоме представлена предметами быта времен раннего ислама, вплоть до 1600 г.

### Собрание Государственного Музея истории религии
В XII томе представлены артефакты, связанные с территорией Узбекистана, хранящиеся в Государственном музее истории религии в Санкт-Петербурге. В альбом вошли Кораны и обереги для них, амулеты из металла и глины, принадлежности для служения культов, одежды. Помимо прочего, включены памятники археологии из раскопок на Кара-тепе и Афрасиабе, среди них фрагменты настенной живописи и предметы быта. Также в альбом попали произведения изобразительного искусства (работы российских и советских художников и графиков), в том числе работы Рихарда-Карла Зоммера и Льва Бурэ, вышивка и ковры, документальные материалы из Фонда «Фототека» и научно-исторического архива Музея. Также в книгу включен раздел, посвященный Санкт-Петербургской соборной мечети, построенной при участии эмира Бухары Сеид Абдулахад-хана в начале XX века. В числе предметов фрагменты оригинальной облицовки, строительные инструменты и архивные фотографии.

### Собрание Государственного Музея искусств Узбекистана
XIII том посвящен коллекции, хранящейся в одном из первых художественных музеев Средней Азии, ташкентском Государственном музее искусств Узбекистана. В альбоме представлены археологические памятники, обнаруженные на территории Узбекистана. В их числе глиняные фигуры из Халчаяна I в. до н.э. – I в. н.э., скульптуры из Кувы и Варахша VII – VIII вв. н.э., глиняная посуда из Ахсикета, Ташкента и Афрасиаба IX-XII вв. н.э., а также изразцы медресе Бухары и Шахрисабза XVI-XVII вв. Представлены и предметы производства узбекских мастеров различных направлений, среди них резьба и роспись по ганчу и дереву, чеканка, ткачество, ювелирное искусство, золотое шитье, ковроткачество, художественная обработка кожи. Также представлены работы художников Рихарда-Карла Зоммера, Льва Бурэ, Александра Волкова, Александра Николаева (Усто Мумин), Николая Карахана, Баходира Джалалова и других.

### Ковроделие Узбекистана: традиция, сохраненная в веках
XIV том посвящен теме ковроткачества и классическим узбекским коврам, которые хранятся в республиканских и зарубежных музеях и частных коллекциях. В том числе представлены предметы из самаркандского Государственного музея истории культуры Узбекистана, ташкентского Государственного музея прикладного искусства Узбекистана, Музея антропологии и этнографии Санкт-Петербурга, а также частных коллекций Денниса Маркванд и британской коллекции Исталифи.В книге собраны иллюстрации всех видов ковров Узбекистана, выполненные в разных техниках и представляющие традиции разных уголков страны. Опубликована информация о каждом виде узбекских ковров: войлочных, длинноворсовых (джульхирс), стриженых ворсовых (гилам), восьми видах гладкотканых паласов.

### Собрание Государственного Эрмитажа часть вторая. Искусство Мавераннахра VIII–XV вв.
XV том серии книг-альбомов – вторая часть трилогии, посвященной предметам, относящихся к истории и культуре Узбекистана, которые находятся в коллекции санкт-петербургского Эрмитажа. Этот альбом о предметах искусства Мавераннахра VIII–XV вв.  В альбоме в том числе представлены археологические находки, обнаруженные в ходе раскопок городища Афрасиаб экспедицией Василия Шишкина, артефакты, найденные в рамках работ узбекско-французской экспедиции MAFOUz-Согдиана, а также  находки экспедиции Александра Якубовского в городищах Пайкенд и Кулдортепа. В их числе предметы из бронзы, изразцы с надписями на арабском языке, посуда и многое другое. Представлены предметы, приобретенные в конце XIX века археологом Николаем Веселовским у самаркандского купца Мирзы Бухари, а также артефакты, переданные Эрмитажу самаркандским коллекционером Борисом Кастальским. Среди них очажки, штампы, предметы быта, письменные принадлежности, украшения, изделия из стекла, монеты. Уделено  внимание артефактам времен Амира Темура. В частности, представлены светильник с именем Амира Темура из мавзолея Ходжи Ахмада Яссави, надпись о походе Тамерлана и камень Шейбани-хана.

### Собрания Чешской Республики
XVI том серии посвящен экспонатам, связанных с культурной и историей Узбекистана, которые хранятся в музеях Чешской Республики, в том числе Музее имени Напрстка в Праге, пражской Национальной галерее, Национальной библиотеке Чешской Республики. Коллекции Центральной Азии Музея Напрстка представлена в альбоме предметами из текстиля (ткани, одежда, вышивка, ковры), керамики, художественными изделиями из металла, ювелирными изделиями. Часть этих экспонатов попала в Музей благодаря вкладу чешских энтузиастов, посещавших Среднюю Азию, среди них писатель Юлиус Зейер. Коллекция Национальной галереи Праги представлена в альбоме по большей части изделиями из текстиля, созданных во второй половине ХIХ – первой половине XX вв. Добавлена информация о книге «История Тамерлана, короля Татарского», хранящейся в Национальной библиотеке Праги, переведенной с латыни на чешский язык гуманистом Бартоломеем Мацером и напечатанной в 1598 году, а также статья об опере чешского композитора XVIII века Йозефа Мысливечека «Тамерлан Великий» и фотографии из архива Национального театра Праги.

### Культурное наследие Узбекистана. Книжное искусство Мавераннахра XV–XVII вв.
XVII том серии посвящен искусству книги Маверанахра, которое представлено в фондах Российской национальной библиотеки девятью манускриптами середины XV – середины XVII вв на персидском, тюркском и арабском языках. В их числе миниатюры к «Куллиёту» Алишера Навои, «Шахнаме» Фирдоуси, «Хамсе» Низами, «Халнаме» Арифи, «Гулистану» и «Бустану» Саади, «Тухфат ал-ахрар» Абдрахмана Джами, «Дувалрани ва Хизр-хан» Амира Хосрава Дехлеви, а также «Наср ал-ла’али мин калам амир ал-му’минин ‘Али» («Россыпь жемчужин из высказываний повелителя верующих Али») – подборка высказываний, приписываемых имаму Али ибн Абу Талибу. Также представлены авторские статьи об искусстве миниатюр, каллиграфии, орнаментальном декоре, переплетам книг времен правления династий Тимуридов, Шейбанидов и Аштарханидов и о реставрации рукописей.

### Собрание Самаркандского государственного историко-архитектурного художественного музея-заповедника
XVIII том серии посвящен предметам искусства, связанных с Узбекистаном, находящимся в Государственном музее истории культуры Узбекистана в Самарканде и самому музею, который является одним из старейших в республике. Контент альбома охватывает промежуток времени с древнейших времен до IV в. н.э. вплоть до XX века. Эпоха бронзы представлена уникальными образцами ювелирных украшений, изделиями из глины, петроглифами. Античная эпоха - коллекцией монет, фрагментами горельефов и терракотовых фризов. Фрагменты настенной росписи Афрасиаба, а также терракотовые скульптуры и оссуарии. Также представлены средневековые манускриптам, музыкальные инструменты, предметы быта. Вторая половина ХIХ – начала XX вв.. представлена предметами быта, одеждой и картинами современных художников, в том числе работами Урала Тансыкбаева, Павла Бенькова, Николая Карахана.

### Иллюстрированные рукописи произведений Алишера Навои в библиотеках Стамбула
XIX том серии посвящен Алишеру Навои, его творчеству и влиянию его творчества на культуру и искусство Османской империи. В альбоме представлены рукописные копии иллюстрированных произведени Навои из фондов четырёх крупнейших библиотек Стамбула – библиотеки Музея-дворца Топкапы, библиотеки Стамбульского университета, где хранятся книги из бывшей Османской императорской сокровищницы, библиотеки Сулеймание, где представлены книги, собранные из османских благотворительных фондов (вакфы), часть которых находилась под покровительством членов правящей династии, а также Музея турецкого и исламского искусства.В книге в том числе представлены и разобраны манускрипты с такими произведениями Навои как «Хамса», «Куллиёт», а также «Диваны» Навои «Гараиб ас-Сигар» и «Навадир аш-Шахаб».

### Культурное наследие Центральной Азии в музеях Японии
XX том серии посвящен коллекциям предметов, происходящих с территории Узбекистана, хранящимся в музеях Японии: Императорской сокровищнице Сёсоин, музее Михо, музее Университета Рюкоку, музее Санкокан Университета Тэнри, музее искусств Ближнего Востока Окаямы, Хиросимском префектуральном музее искусств, а также коллекция Эгами Намио, хранящейся в Музее евразийских культур. Опубликованы статьи как о самих музеях, так и истории коллекций, связывающих эти музеи с территорией Узбекистана, в частности буддийских памятниках, обнаруженных на Юге Узбекистана, а также оригинальные фотографии предметов из коллекции Императорской сокровищницы Сёсоин, прибывшие в Японию по Великому шелковому пути. В числе экспонатов представлены артефакты разных эпох. Наиболее ранние предметы, относящиеся к концу III – началу II тыс. до н.э. и связанные с Бактрийско-Маргианским археологическим комплексом, находятся в коллекции музея Михо, среди них резные кубки и другие предметы быта, украшения. Также в альбоме представлено согдийское погребальное ложе с подробным описанием артефакта.

### Собрание Института востоковедения имени Абу Райхана Беруни  Академии наук Республики Узбекистана. Исторические произведения и документы
XXI том серии – первая часть из пятитомного каталога, посвященного фондам Института Востоковедения имени Абу Райхана Беруни Академии наук Республики Узбекистан. В первой части представлены исторические произведения и документы различных времен, в том числе рукописи, содержащие уникальную информация той эпохи, в которой они были созданы, причем не только на территории Узбекистана. Самым ранним документом, представленным в книге-альбоме, стал украшенный миниатюрами Камалиддина Бехзада персидский перевод Тарих-и Табари («История Табари»), написанный в IX-X вв. Ибн Джариром ат-Табари на арабском языке, освещающий события, происходящие на территории Кавказа, Закавказья и Центральной Азии. Среди более поздних экспонатов – частноправовые акты, административные документы, такие как указы, повеления, исходившие от верховной власти и составленные от имени хана или эмира по случаю предоставления кому-либо привилегий – налоговых льгот, иммунитетов, административной самостоятельности; пожалования земли и воды, а также назначения на должности в Бухарском, Хивинском и Кокандском ханствах. Также в книге представлены частноправовые акты, оформленные в «Доме правосудия» и скрепленные печатями казиев, а также письма, в том числе написанные Алишеру Навои.

### Собрание Института востоковедения имени Абу Райхана Беруни Академии наук. Республики Узбекистан. Точные и естественные науки
XXII том серии – вторая часть пятитомного каталога, посвященного фондам ташкентского Института Востоковедения имени Абу Райхана Беруни Академии наук Республики Узбекистан. В книгу-альбом включены рукописные труды, связанные с точными и естественными науками, написанные на персидском, таджикском, арабском и тюркских языках. Среди них – всемирно известный труд «Зидж-и джадид-и Гурагани» (Новые Гурагановы астрономические таблицы) Мирзо Улугбека, трактаты по арифметике, уникальные иллюстрированные труды по географии и медицине, которые интересны не только с научной точки зрения, но и в целом расширяют представления об искусстве миниатюры. Среди них три сочинения великого ученого-энциклопедиста Абу Али ибн Сины (Авиценны). Помимо прочего, в альбом включены работы о ветеринарии, охоте, алхимии, минералогии.

### Собрание Института востоковедения имени Абу Райхана Беруни Академии наук  Республики Узбекистан. Художественная литература
В XXIII томе представлены рукописные образцы художественной литературы из Фонда литографических произведений ташкентского Института востоковедения имени Абу Райхана Беруни на персидском, таджикском, арабском и тюркских языках – поэзия и проза, фольклор. В их числе книги, выпущенные в Индии, Иране, Турции и других странах. Среди книг, изданных в Ташкенте, Кагане и других городах Центральной Азии литографическим способом, встречаются и экземпляры, которые не представлены в фонде в рукописном варианте либо вовсе не сохранились в виде рукописи. Например, «Дар паломникам» Саййид Мухаммад Насира ал-Бухари. Самое раннее поэтическое произведение в коллекции – Поэма «Банат Суад» Каба ибн Зухайра (VII в.) на арабском языке, посвященное восхвалению пророка Мухаммеда. Также среди наиболее ранних произведений поэзии XI в., представленное в альбоме, можно назвать небольшое арабское стихотворное сочинение Абу Али ибн Сины (Авиценны) «Касыда о душе». Помимо прочего, в книге представлены «Шахнама» Фирдоуси, «Диваны» Навои и «Рубаи» Омара Хайяма.
Проза в альбоме представлена произведениями IX – XIV вв. В том числе «Книга о завистнике и о возбуждающем зависть» Амра ибн Бахр ал-Джахиза, собрание пословиц и поговорок на арабском языке «Весна благочестивых» авторства Махмуда ибн Умар аз-Замахшари и «Гулистан» Ширази.

### Собрание Института востоковедения имени Абу Райхана Беруни Академии наук Республики Узбекистан. Ислам и философия.
XXIV том – четвёртая часть пятитомного каталога, посвященного фондам ташкентского Института востоковедения имени Абу Райхана Беруни. В альбоме представлены уникальные списки Корана, а также труды, тематически связанные с исламом, философией и суфизмом. В силу своей тематической направленности манускрипты не содержат красочных миниатюр, однако представлены экземпляры безупречной каллиграфии, выполненной разнообразными почерками, золочеными орнаментальными заставками и оригинальным оформлением. В альбом в том числе включены работы о толковании Корана и комментарии к ним, в том числе Авиценны, Исхака ал-Кунави. Наиболее древняя рукопись толкования Корана относится к домонгольскому периоду (1204 г) – «комментарий Корана ал-Вахиди» Абу-л-Хасана ал-Вахиди. В  альбоме представлены манускрипты на темы мусульманского законоведения и философии, в том числе переписанные работы имама аль-Бухари, а также труды известных богословов и теоретиков суфизма, многочисленные жития, посвященные биографиям шейхов, сочинения на религиозную тематику. В числе авторов этих трудов Джами и Кашифи.

### Собрание Института востоковедения имени Абу Райхана Беруни Академии наук. Республики Узбекистан. Миниатюра и каллиграфия.
XXV том серии – заключительная, пятая часть, пятитомного каталога, посвященного фондам ташкентского Института востоковедения имени Абу Райхана Беруни. В альбоме представлены  образцы миниатюрной живописи и каллиграфии, украшающей различные по содержанию труды из коллекции Института. В частности, представлены различные школы каллиграфии территории древнего Востока, среди них школы Герата, Бухары, Самарканда, Хорезма, Ферганы, Ташкента. В числе манускриптов и книг, включенных в альбом и демонстрирующих искусство миниатюры и каллиграфии, «Хамса» Амира Дехлеви, «Зафарнаме» Шарафаддина Язди, «Редкость завершения» и «Сокровищница мыслей» Алишера Навои, «Касим-и-Инвар» ат-Табризи, «Диван» Ширази, публикации Корана и многие другие труды разных времен. В качестве основного текстового сопровождения использована статья узбекистанского ученого Галины Пугаченковой, посвященная коллекции миниатюр Института востоковедения. Аннотации к миниатюрам подготовлены доктором Абдумажидом Мадраимовым.

### Собрание Государственного музея истории Узбекистана. Археология и нумизматика
XXVI том серии – первая часть двухтомного каталога, посвященного коллекции ташкентского Государственного музея истории Узбекистана Академии наук республики. Первая часть двухтомника посвящена археологии и нумизматике. Хронологически представленная в альбоме коллекция археологических артефактов охватывает периоды, начиная с эпохи раннего палеолита (1,5 млн лет до н.э.) до ХVI в. включительно. Среди экспонатов – уникальные орудия труда, предметы бронзолитейного и железолитейного производств, изделия из стекла и дерева, образцы керамики с городищ Афрасиаб, Коктепа, Халчаян и Дальверзинтепа, Термеза, образцы каменной, глиняной и ганчевой скульптуры и настенной живописи из буддийских храмов Фаязтепа и Каратепа. Нумизматическая коллекция фонда представлена монетами практически всех государственных образований древней и раннесредневековой Средней Азии. Хронологически их обращение охватывает период от античности и раннего средневековья до сегодняшнего дня. Среди них чеканы династий Саманидов, Караханидов, Хорезмшахов, Чагатаидов, Темуридов, Шейбанидов, а также монеты более поздних династий – Аштарханидов и клады периода трех ханств: Кокандского, Бухарского, Хивинского.

### Собрание Государственного музея истории Узбекистана. Этнографический фонд
XXVII том серии – вторая часть двухтомника, посвященного собранию Государственного музея истории Узбекистана. В альбоме представлен этнографический фонд Музея, в частности предметы керамики, фарфора и фаянсу, искусства чеканщиков и ювелиров, а также вышивка, ткани, национальные костюмы. Помимо прочего, в книге представлена уникальная коллекция предметов оружейного искусства прошлых веков. Большая часть представленного в томе оружия публикуется впервые. Также в альбоме присутствуют редко публикуемые материалы о памятниках дунганской культуры и быта конца ХIХ – начала XX веков, в частности предметы одежды, украшения и обувь.

### Искусство Центральной Азии в собраниях Кембриджского университета. Фицуильямский музей
XXVIII том – первая часть двухтомного каталога, посвященного предметам их собрания музея Фицуильяма, музея при Кембриджском Университете Великобритании, связанных с историей, культурой и искусством Узбекистана и Центральной Азии. В альбоме представлены предметы нумизматических коллекций монет и медалей со времен древних царств Мавераннахра до Хивинского ханства и Бухарского эмирата, собрание керамики, привезенной из Центральной Азии, Среднего и Ближнего Востока, а также центральноазиатский текстиль, который включает традиционную вышивку и ковры. К произведениям искусства центральноазиатского региона, представленных в книге, можно отнести и скульптуру Гандхары, а также эллинистические ювелирные украшения, попавшие в музей благодаря эрмитажным продажам на лондонских аукционах послереволюционного времени, а также предметы искусства книжной живописи. Помимо прочего, в альбом включены предметы, имеющие отношение к Центральной Азии, из других коллекций музея. Так, в книгу попали статуэтки из коллекции фарфора эпохи рококо, скульптуры танского периода.

### Иллюстрированные рукописи Мавераннахра в собраниях Франции
Альбом посвящен рукописям Мавераннахра во французских коллекциях. В качестве автора книги выступил крупнейший специалист в области изучения рукописного наследия, бывший хранитель фонда персидских рукописей Национальной библиотеки Франции Франсис Ришар. В альбоме представлены лучшие образцы рукописных книг, относящиеся к шедеврам мирового значения, в их числе «Мираджнама», выполненная по заказу Шахруха Мирзо в Герате в XV в, список рукописи «Книга неподвижных звезд» автора Ас-Суфи, созданный для личной библиотеки Улугбека около 1430–1440 гг. в Самарканде, антология персидских стихов, таких поэтов как Джами, Асафи, Азари. Опубликованы научные статьи, подробно рассказывающих об истории манускриптов. Отдельно представлена часть альбома каллиграфии и живописи с разбором работы каллиграфов и художников тех времен.

### С.М. Прокудин-горский и его Туркестанский цикл фотографий в библиотеке конгресса США
XXX том серии посвящен коллекции цветных и черно-белых фотографий российского фотографа Сергея Прокудина-Горского, созданные в Туркестане в 1909–1915 годах, которая хранится в библиотеке Конгресса США в Вашингтоне. В альбом включены фотографии известных представителей Туркестана того времени, таких как Эмир Бухарский, хан Хивы, верховный кушбеги Бухарского эмирата и обычные жители городов Туркестана различных профессий (менялы, торговцы, нукеры и др.). Также в альбоме представлены уникальные фотографии архитектуры и памятников Туркестана, виды улиц городов начала XX века и природные пейзажи. В книге опубликованы научные статьи, посвященные как творчеству Прокудина-Горского, так и самом фотографу.

### Культурное наследие Узбекистана в частных собраниях США и Канады
XXXI том серии посвящен собраниям изделий из текстиля, произведенных на территории Узбекистана в XIX-XX вв., которые хранятся в частных коллекция США и Канады.Среди представленных в альбоме экспонатов коллекция абровых тканей и сюзане Дэвида и Элизабет Рейсборд, которые в течение 30 лет собирали образцы тканей и вышивок из Узбекистана и Центральной Азии, в том числе абровые халаты и настенные ткани. Также представлены абровые ткани из коллекций Пейли и Вулфов. Отдельное внимание в альбоме уделено каракалпакской коллекции Адама Альбиона, которого на формирование коллекции вдохновило посещение Государственного музея искусств имени Савицкого в Нукусе. В книге представлены такие аутентичные каракалпакские изделия как саукеле (головной убор невесты), киймешек (нагрудный женский убор), шанаш). Помимо фотографий и кратких описаний экспонатов в книге опубликованы научные статьи, рассказывающие не только о предметах искусства и секретах производства, но и о самих североамериканских коллекционерах, которые посвятили свою жизнь искусству Центральной Азии.

### Культурное наследие Узбекистана в собраниях Италии
XXXII том серии посвящен экспонатам, связанных с культурной и историей Узбекистана, которые хранятся в музеях Италии, а также в частных собраниях итальянских коллекционеров. В основном в альбоме представлены предметы быта, ювелирные украшения и изделия из текстиля. Отдельное внимание в альбоме уделено Абу Али ибн Сине и его рукописной книга «Канон», переведенной на иврит в XIII в., факсимильное издание которой хранится в библиотеке Болонского университета. Собрание римского музея восточного искусства им Джузеппе Туччи представлено в альбоме ювелирными изделиями, сюзане и глиняной посудой из Афрасиаба X-XI вв. Музей восточного искусства в Турине представлен кухонной утварью X-XI вв., обнаруженной в Афрасиабе или Нишапуре, а также изразцами эпохи Тимуридов, в том числе из коллекции Шалимар. Коллекции из флорентинского музея Стибберта, Музея культуры Милана, а также предметы из собраний коллекция фонда Антонио Ратти и семьи Леви представлены в альбоме предметами текстиля XVIII-XX вв, в числе экспонатов чапаны, халаты, платья, тюбитейки и другие головные уборы, сапоги для верховой езды, сюзане из Бухары, Ташкента, Шахрисабза.

### Культурное наследие Узбекистана в частных собраниях библиотеки Рампур Раза
XXXIII том серии – первая часть двухтомного каталога, посвященного рукописям, относящихся к истории и культуре Узбекистана, которые хранятся в архивах индийской библиотеки Рампур Раза. В альбом включены манускрипты на персидском, арабском и тюркском языках. Среди ни список «Дивана» Бабура, на страницах которого имеются заметки, внесенные рукой самого Бабура. В альбоме представлены биографические сборники о пророке Мухаммеде и жизни святых VII – XVI вв., в том числе авторства Амина Фаррахи, Ибн Исхака, Бухари, ал-Термези, а также рукопись Мирхонда Раузат ал-Сафа - работой по всемирной истории, возникновения Ислама, ранних мусульманских цивилизаций и персидской истории вплоть до периода правления султана Хусейна Байкары. Также в альбоме представлены биографии известных личностей тех времен. Включены манускрипты, посвященные победам Амира Темура, среди них «Зафарнама» Али Язди, труд о Тимуридах Абд-Раззака Самарканди и автобиографические мемуары Амира Темура, переведенные с чагатайского/тюркского языка на персидский ал-Аризи.

### Литературное наследие Узбекистана в собрании библиотеки Рампур Раза
XXXIV том серии – первая часть двухтомного каталога, посвященного рукописям, относящихся к истории и культуре Узбекистана, которые хранятся в архивах индийской библиотеки Рампур Раза. В альбом представлены труды, посвященные юриспруденции, философии, риторике, поэзии, медицине средневековых авторов. Так, в альбом включены трактаты и комментарии к Корану на персидском, арабском и тюркском языках. Среди авторов манускриптов такие богословы как Хваджа Парса, Мухаммад Самарканди, ал-Руми и другие научные деятели. Включены в альбом и рукописи, касающиеся точных наук. В том числе ряд работ Авиценны. Среди них «Книга научных знаний», которая состоит из небольших глав или трактатов по логике, математике, физике, астрономии и философии, трактат Авиценны о науке о числах или числовой символике букв и гадании по алфавиту. Также представлены книга-путеводитель по астрологии, математике и астрономии, написанная знаменитым Абу Рейханом Беруни. Включены в альбом работы Мирзо Улугбека и его ученика Али Кушчи. Уделено внимание авторы альбома и развлекательной литературе, а также поэзии. Представлены поэтические «Диваны» Сайфи Исфаранги, Бадраддина Чачи, Хафиза Ширази. Подробно представлена иллюстрированный сборник маснави на религиозные, философские и этические темы под авторством Джами, в том числе библейская история Юсуфа и Зулайхи.

### Согдиана-Сердце Шелкового пути
XXXV том серии посвящен предметами искусства, созданным как на территории Согда, так и согдийцами – за её пределами. Иллюстративный ряд книги-альбома включает в себя образцы согдийского наследия из музеев Узбекистана, России, Японии, Китая, Великобритании, Германии, Швейцарии. В числе экспонатов резная кость, керамика, примеры каллиграфии и миниатюры, настенная живопись, резьба по ганчу и дереву, изделия художественного металла, одежда и ткани, оссуарии. Наиболее интересная часть этих артефактов относится к периоду расцвета Великого шелкового пути – VI – VIII векам. Это образы чеканки, терракота, погребальные саркофаги. Также отдельно представлена настенная живопись Афрасиаба и предметы искусства из дворца Варахша, в частности резной ганч. Особое внимание уделено китайской терракоте, изображающей согдийцев, и погребальным ложам согдийцев в Китае.

### Кушанское царство: династии, государство, народ, язык, письменность, религии
В XXXVI томе серии основной акцент сделан на историю и культуру Кушан, которая развивалась в том числе и на юге современной территории Узбекистана, где ныне сконцентрированы выдающиеся памятники кушанской эпохи, такие как Айртам, Дальверзинтепа, Кампыртепа, Старый Термез (Каратепа, Фаязтепа), Халчаян. В альбоме представлены скульптура, терракота, нумизматический материал, фрагменты стенной живописи и многие другие экспонаты из фондов Государственного музея истории Узбекистана, Государственного музея искусств Узбекистана, музея Института искусствознания Академии наук Республики Узбекистан. Отдельной главой представлена коллекция золотых изделий их дальверзинского клада. Дополнением к книге является статья-приложение «Буддийская художественная культура южного Узбекистана», написанная директором Академии наук института искусств Шокиром Пидаевым на основании свежих археологических данных.

### Узбекистан на исторических фотографиях XIX – начала XX в.в собраниях российских архивов
В XXXVII представлены фотографии, сделанные на территории Туркестана в XIX – XX вв, которые хранятся в Российском этнографическом музее Санкт-Петербурга и других российских архивах, в том числе Института истории материальной культуры РАН, Института восточных Рукописей РАН, Музее антропологии и этнографии РАН. Материал распределен в альбоме по направлениям: города и архитектурные памятники, представители правящей элиты, народы и этнические группы, сцены повседневной жизни. Широко представлена коллекция фотографа времен Российской Империи Самуила Дудина. В том числе фотографии с изображением представителей этнических групп, населявших территорию, рынков и мастерских Бухары и Самарканда. Представлены работы и других фотографов, в том числе подборка работ Льва Барщевского, который фотографировал представителей элит Бухарского эмирата. В альбом включены работы авторства других известнейших российских фотографов: Антония Муренко, Дмитрия Ермакова, Абрама Ясвоина, а также фотографии неизвестных авторов.

### Рукописи произведений Абу Али ибн Сины в библиотеках Турции
XXXVIII том посвящен рукописям произведений великого философа и медика Абу Али ибн Сины, хранящимся в библиотеках и музеях Турции, среди них 22 библиотеки, входящие в состав Управления рукописной организации Турции, библиотека музея-дворца Топкапы, библиотека Музея турецкого и исламского искусства. Но большая часть манускриптов, представленных в альбоме, из стамбульской библиотеки Сулеймание. Книга-альбом состоит из двух частей. Первая посвящена жизни и научной деятельности Авиценны. Во второй части представлены рукописи его произведений. В свою очередь, труды по главам классифицированы на биографические, медицинские, философские, логические, теологические, литературные, суфийские, этические, а также толкования Корана. Среди наиболее значимых рукописей, включенных в альбом отрывок из медицинского «Канона» Ибн Сины, Канон врачебной науки, переписанный для османского правителя Мехмеда II, «Книга освобождения», посвященная математике и логике, философская «Книга определений», а также подборка миниатюр с изображениями Авиценны.

### Собрание Государственного музея прикладного искусства и истории ремесленничества Узбекистана
XXXIX том посвящен Государственному музею прикладного искусства и истории ремесленничества Узбекистана, расположенному в бывшем доме дипломата и коллекционера Александра Половцова, так называемом «доме Половцова» в Ташкенте, а также коллекции предметов традиционного и нетрадиционного искусства, хранящейся в доме, который и сам является памятником архитектуры конца XIX века.В книге альбоме опубликован материалы, в которых подробно изложена история «дома Половцева», а также выдающегося этнографа и востоковеда, уроженца Ташкента Михаила Андреева, который принимал участие в оформлении при строительстве «дома Половцева» и также впоследствии внес свой вклад в развитие узбекской культуры. В альбоме представлены предметы искусства, произведенные на территории Узбекистана в XIX-XX вв, хранящиеся в музее, в том числе ювелирные изделия, художественное стекло, образцы резьбы и росписи по дереву, музыкальные инструменты, керамика и мелкая пластика, различные виды традиционного текстиля, фарфор, лаковая миниатюра.

### Культурное наследие Узбекистана в музеях Польши
XL том серии посвящен предметам, имеющим отношение к современной территории Узбекистана, которые хранятся в музеях Польши – варшавском Музее Азии и Тихого океана и краковском Этнографическом музее. Среднеазиатская коллекция Музея Азии и Тихого океана представлена в альбоме изделиями XIX-XX вв из керамики Риштана, Ургенча, Самарканда и Бухары, в том числе собранием хуштаков (глиняных свистулек), художественным металлом, традиционной одеждой, сюзане и декоративными тканями. Помимо материальной культуры из среднеазиатской коллекции музея Азии и Океании в альбом были включены работы художника Станислава Познанского, а также статья, посвященная живописцу, которого вдохновлявшемуся Узбекистаном, и несколько работ современного художника Анджея Струмилло.Отдельное внимание уделено фотографиям авторства исследователя и документалиста XIX-XX вв. Леона Барщевского, а также фигуре самого замечательного фотографа. Коллекция отдела этнографии неевропейских культур краковского Этнографического музея представлена в альбоме предметами быта и одежды.

### Рукописное и книжное наследие Национальной библиотеки Узбекистана им. Алишера Навои
XLI том посвящен собраниям книг, журналов, карт и других источников информации, как рукописных, так и изданных типографским способом, в том числе и на европейских языках, которые хранятся в архивах Национальной библиотеки республики им. Алишера Навои в Ташкенте. В альбом включены материалы из Фонда рукописей, уникальных и особо ценных изданий библиотеки, в том числе собрание печатных изданий, произведений литературы и искусства, рукописных и графических документов, альбомов, периодических изданий, имеющих научную, художественную и культурную ценность. Среди них знаменитый «Туркестанский сборник» российского этнографа XIX века Владимира Межова, который систематизировал материалы по истории, экономике, этнографии и географии Туркестанского края, а также «Туркестанский альбом», содержащий фотографии посвященные истории, этнографии, географии, экономике и культуре Центральной Азии времен Российской империи. Также в альбоме представлен труд «Законы власти и религиозное правление» ученого-энциклопедиста, исламоведа X–XI веков, Абулхасана Маварди, списки произведений Мустамли Бухари, отдельная глава в альбоме посвящена реформатору центральноазиатского ислама, суфию ордена Накшбандия Мухаммаду ПарсаУделили авторы альбома внимание и источникам на английском, французском и немецком языках, хранящимся в музее, среди них редкие издания произведений Уильяма Шекспира, Монтескье, Вольтера, Дени Дидро, Оноре де Бальзака, Виктора Гюго, Эмиля Золя, уникальный экземпляр Корана на немецком языке, переведенный в 1901 г. немецким востоковедом Максом Беннингом. Помимо прочего в книге-альбоме присутствует раздел, посвященный прессе и периодическим изданием Туркестана с 1870 до 1917 годов на различных языках, в том числе первой газете на узбекском языке «Туркистон вилоятининг газети».

### Культурное наследие Узбекистана в собрании Венгерской академии наук
XLII том серии посвящен историческим и культурным связям Венгрии и Узбекистана. В альбоме представлены авторские статьи, охватывающие широкий круг исторических связей, а также информация о рукописях, созданных не территории современного Узбекистана, хранящихся в библиотеке Венгерской академии наук. Первые две главы альбома посвящены венгерским ученым XIX-XX вв, которые работали над темами, связанными с культурным наследием Узбекистана, среди них Арминий Вамбери, посвятивший жизнь чагатайским исследованиям и работам над рукописями, преемник Вамбери, специалист по тюркской литературе Йожеф Тури, который занимался историей венгров и продолжил начинание ученого Шандора Чома де Кёрёши по изучению происхождения венгров, Янош Экманн, который вернулся к теме чагатайских исследований в середине XX века, знаток чагатайской и узбекской литературы Андраш Бодроглигети, а также художник Ференц Эйзенхут и географ Дьюла Принц. Статьи сопровождены фотографиями и зарисовками исследователей, в том числе хранящихся в Восточной коллекцией библиотеки Венгерской академии наук. Отдельное внимание в альбоме уделено уроженцу Кунграта Мулле Исхаку, который стал помощником Вамбери, переехал в Венгрию, овладел языком и впоследствии стал сотрудником Венгерской Академии наук и перевел на узбекский язык поэмы Яноша Арани. Фотографии оригинала рукописи включены в альбом.

### Собрание государственного музея-заповедника «Коканд»
XLIII том серии посвящен Государственному музею-заповеднику «Коканд», а также артефактам, рукописям и предметам искусства, хранящимся в этом музее. В книгу-альбом включена авторская статья об истории и создании музея-заповедника «Коканд», который сам по себе является архитектурным памятником. В структуру музея-заповедника входят шесть музеев и четыре памятника культурного наследия. Главное здание музея расположено во дворце Худояр-хана. Ещё одна авторская статья посвящена созданию фонда археологии Музея и сопровождается визуальным рядом с изображением экспонатов VI-XIV вв, в том числе керамическая и глиняная посуда. Нумизматическая коллекция включает в себя монеты кокандских правителей XVIII-XIX вв. Собрание рукописей представляет собой шедевры каллиграфии XIX века, в том числе Коран, переписанный по поручению Худояр-хана, учебники медресе, произведения о законах шариата, а также сборник газелей Физули. В книге-альбоме широко представлены предметы искусства производства узбекских мастеров XIX-XX вв, среди них резьба по дереву и ганчу, художественный металл, ювелирное искусство, керамика, вышивка и одежда. Отдельная глава в альбоме посвящена изобразительному искусству. Представлены картины Льва Бурэ, Урала Тансыкбаева, Виктора Уфимцева, Александра Винера и других советских художников.

### Керамика Узбекистана в собраниях мира
XLIV том серии посвящен изделиям из керамики, имеющим отношение к Узбекистану, хранящимся в музеях разных стран мира, в том числе России, Германии, Италии, Великобритании, Польше и Чехии, а также в самом Узбекистане. В альбоме представлены фрагменты декора архитектурных памятников и глиняная посуда из таких музеев как гамбургский Музей искусств и ремесел, берлинский Музей исламского искусства, туринский Музей восточного искусства, Фицвильямский музей Кембриджского университета, Государственный музей Востока, санкт-петербургский Российский этнографического музей, московский Государственный исторический музей, Всероссийский музей декоративно-прикладного и народного искусства, пражский Музей имени Напрстка, варшавский Музей Азии и Тихого океана, а также Государственный музей искусств Узбекистана.В большинстве своем коллекции музеев представлены в альбоме расписными предметами быта, в частности глиняными блюдами-лаганами, кувшинами, вазами, а также хуштаками (свистульками). Помимо посуды в альбом включен внушительный набор фрагментов резной поливной терракоты со стен архитектурных памятников, расположенных на территории современного Узбекистана, среди них ансамбли Шахи-Зинда и Регистан, бухарские мавзолей Буйан-Кули-хана и медресе Мири Араб, мечеть Хазрати Имам в Шахрисабзе.

### Ювелирные украшения Узбекистана в собраниях мира
XLV том серии тематический, и посвящен ювелирным изделиям, имеющим отношение к Узбекистану, хранящимся в музеях разных стран мира, в том числе России, Германии, Италии, Чехии, а также в Узбекистане. В альбоме представлены украшения, в том числе из драгоценных металлов и парадное оружие из таких музеев как Государственный музей Востока, санкт-петербургский Российский этнографического музей, московский Государственный исторический музей, Всероссийский музей декоративно-прикладного и народного искусства, Берлинский этнологический музей, оружейная палата Государственных собраний искусства Дрездена, штутгартский  Музей имени Линдена, римский Национальный музей восточного искусства им. Джузеппе Туччи, пражский Музей имени Напрстка, Государственный музей искусств Узбекистана, Государственный музей истории Узбекистана, самаркандский Государственный музей-заповедник, Государственный музей искусств Республики Каракалпакстан имени И.В. Савицкого. Отдельная глава посвящена ювелирным украшениям из бронзы, латуни и серебра, изготовленным в Мавераннахре в IX – начале XIII вв, часть которых хранится в Государственном Эрмитаже в Санкт-Петербурге. Также авторы уделили внимание кладу из Шахрисабза и монгольской филиграни XIII-XIV вв. В альбоме коллекция представлена золотыми бляшками и нашивками.

### Культурное наследие Узбекистана в собраниях Великобритании
В XLVI томе представлены экспонаты из Британского музея в Лондоне. Им посвящены сразу четыре раздела – рукописные издания, в том числе уникальные миниатюры из различных альбомов, среди них портреты Амира Темура, Бабура и других властителей тех времен, нефритовая чаша Улугбека, бронзовый светильник из Бухары, а также артефакты в этнографических коллекциях Музея – это предметы одежды, сюзане и другие изделия из текстиля. Помимо предметов из коллекций Британского музея авторы включили в альбом экспонаты и из других собраний Великобритании – это страницы рукописных книг, керамика и текстиль из Музея Эшмола Оксфордского университета, а также предметы из коллекции сюзане, произведенных в Бухарском эмирате и подаренные городу Глазго коллекционером и меценатом сэром Уильямом Барреллом.

### Собрание государственного музея-заповедника «Ичан-Кала»
XLVII том серии посвящен коллекции хивинского Государственного музея-заповедника Ичан-Кала, который и сам по себе является одним из самых значимых архитектурных памятников в регионе. В альбоме представлены десятки артефактов и рукописей I-XVII вв, а также предметы искусства и исторические фотографии. Среди представленных в альбоме артефактов особняком стоят предметы из археологической коллекции музея, связанные с историческим прошлым Хорезма, в том числе обнаруженные в середине XX века известным археологом Яхъя Гулямовым, который руководил раскопками на Большом Гулдурсуне, Слоновьей крепости, Хазараспе, Каладжике, Алмаатышгане, Хиве, Джигарбанде и других городищах Большого Хорезма. В основном археологическая коллекция представлена глиняными скульптурами и посудой I-VIII вв. Нумизматическая коллекция Музея отражает искусство чеканки не только Древнего Хорезма, но и Кушанского царства, Золотой Орды, периода правления Амира Темура и Хорезмшахов. Собрание рукописных книг и документов представляет собой уникальный набор манускриптов, среди которых ярлыки, вакф-наме и сборник газелей Алишера Навои. Фотоколлекция в том числе включает в себя работы Худайбергена Деванова. Декоративно-прикладное искусство представлено в альбоме очень широко – сразу несколькими тематическими собраниями. Это коллекции резных изделий из дерева, резного мрамора, художественного металла, оружия, ювелирных изделий, керамики, фарфора и хрусталя, текстиля.

### Традиционный узбекский костюм по материалам музейных и частных коллекций Узбекистана (часть 1)
XLVIII том серии – первая часть двухтомного каталога, посвященного традиционному узбекскому костюму. В альбоме в виде визуального ряда и авторских статей представлен подробный разбор истории, моды и культуры ношения мужских и женских нарядов и костюмов. Контент альбома разделен на главы, посвященные мужским и женским костюмам регионов Узбекистана, в частности Бухары, Самарканда, Ферганской долины и Ташкента. В альбом включены предметы одежды, в том числе верхняя и нижняя одежда, ремни и пояса, обувь, головные уборы и украшения, хранящиеся в музеях Узбекистана,  а также предметы из частных коллекций. Помимо непосредственно предметов одежды визуальный ряд альбома дополнен изображениями схем кроя костюмов.

### Традиционный узбекский костюм по материалам музейных и частных коллекций Узбекистана (часть 2)
XLIX том серии – вторая часть двухтомного каталога, посвященного традиционному узбекскому костюму. В альбоме в виде визуального ряда и авторских статей представлен подробный разбор истории, моды и культуры ношения мужских и женских нарядов и костюмов. Контент альбома разделен на главы, посвященные мужским и женским костюмам регионов Узбекистана, в частности Сурхандарьи, Кашкадарьи, Хорезма и Каракалпакстана. В альбом включены предметы одежды, в том числе верхняя и нижняя одежда, ремни и пояса, обувь, головные уборы и украшения, хранящиеся в музеях Узбекистана, а также предметы из частных коллекций.

### Наследие Камал Ад-Дина Бехзада в собраниях мира
L том серии посвящен произведениям персидского художника XV-XVI вв. Камал-ад-дина Бехзада, которые украшают манускрипты, хранящиеся в музеях и библиотеках разных стран мира, в том числе Ирана, Великобритании, Швейцарии, США, России, Турции, Египта. Среди них библиотека дворца-музея Топкапы в Стамбуле, библиотека дворца Голестан в Тегеране, Университет Джонса Хопкинса в Мэриленде музей Гарвардского университета искусств в Кембридже, собрание принца Садруддина Ага Хана в Женеве, Национальные библиотеки Франции, Великобритании и России. В альбоме представлены как оригинальные, так и приписываемые Бехзаду миниатюры, в том числе из таких произведений как «Плодовый сад» Саади, «Беседы птиц» Фарид-ад-дина Аттара, «Хамсе» («Пятерица») Низами, «Зафар-наме» Шараф ад-дина Али Язди. Жанры работ Бехзада, представленные в альбоме, разнообразны. Это портреты правителей, пейзажи, тема суфизма, темы труда и мистической любви, батальный жанр. Также в альбоме опубликована авторская статья о жизни Камаль-ад-дина Бехзада ««Рафаэль Востока»: жизнь и творчество»

### Шедевры восточной каллиграфии и миниатюры VII-XXI вв. в частных коллекциях
LI том серии посвящен эстетике восточной каллиграфии и шедеврам письменности, а также миниатюрам из частной коллекции исламоведа Абдулгафура Раззока Бухари. Большая часть представленной в альбоме надписей сделана арабским шрифтом различными почерками, в том числе мухаккак, сулюс, райхони, насх, тавки, рика и талик. Письмена в книге представлены на архитектурных памятниках, надгробиях, манускриптах, книгах. В основном это высказывания из Корана, философские речи и стихи. Тексты переведены на узбекский, русский и английский языки. Представлены школы каллиграфии Герата, Бухары, Хорезма, Ферганы, Самарканда, Ташкента, а также индийская школа каллиграфии, которая является прародительницей ряда школ Средней Азии.

### Культурное наследие Тимуридов в собраниях Узбекистана
LII том серии посвящен искусству времен Амира Темура и его потомков, Темуридов - XIV-XVI вв., в том числе и так называемому Темуридскому ренессансу. В книге-альбоме представлены предметы искусства, хранящиеся в музеях Узбекистана и изображения архитектурных памятников, расположенных на территории республики. В частности это шедевры рукописи, монеты, оружие, коллекция керамических и ювелирных изделий, резное дерево, монументальная живопись. Представлены предметы из коллекций Государственного музея истории Темуридов, Термезского археологического музея, Государственного музея искусств, а также рукописи из коллекции Института востоковедения Академии наук Узбекистана. Кроме того, широко представлена архитектура, в том числе эпиграфика государственных музеев-заповедников Самарканда, Бухары и Шахрисабза.

### Киноискусство Узбекистана: запечатленное время
LIII том посвящен киноискусству Узбекистана. В альбом включены авторские статьи Элжона Аббасова, Нигоры Ганиевой и Фирдавса Абдухаликова на тему кинематографа Центральной Азии, архивные фотографии, а также кадры из архивных кинолент. В частности рассказывается о вкладе в киноискусство Худойбергена Деванова, его работах. Рассказывается о поэтапном развитии кинематографа в Узбекистане: строительстве кинотеатров в городах, создании киностудий "Бухкино", «Узбекфильм», развитие игрового кино вплоть до современного кинематографа и создания ко-продукционных фильмов при участии Агентства кинематографии республики. Упоминаются работы узбекских режиссёров Али Хамраева, Камары Камаловой, Шухрата Аббасова и многих других.

### Собрание Бухарского государственного музея-заповедника
LIV том посвящен экспонатам, хранящимся в филиалах Бухарского государственного заповедника, в том числе Областном краеведческого музея, расположенного в крепости Арк, музея декоративно-прикладного искусства «Ситораи Мохи-Хоса», Музея изобразительных искусств в бывшем филиале Азовско-Донского банка, Дом-музей Файзуллы Ходжаева, Музея ковроделия, размещенного в мечети Магоки Аттари, Музее истории Ромитанского района, Мемориального музея Абу Али ибн Сины, Музее кузницы и кузнечного ремесла, Музее истории судопроизводства, Музее истории водоснабжения, Мемориальном музее имама Аль Бухари, Музее Тарикат Накшбандия, Доме Музее Муталя Бурханова, Музее-выставке древней Варахши и керамики Бухары, Музее истории литературы, Музее искусства каллиграфии, Музее-выставке художественной резьбы по дереву. В альбоме представлены изделия искусства бухарских мастеров, древние артефакты, в том числе монеты, кухонная утварь, посуда, украшения а также манускрипты. Предметы, принадлежащие бухарским ханам, в том числе оружие, ювелирные украшения, одежда. В подготовке книги-альбома, в частности написании карточек и статей приняли участие сотрудники всех бухарских музеев.

### Искусство кушан и бабуридов в Национальном музее Нью-Дели
LV том посвящен коллекции экспонатов, связанных с Центральной Азией и Узбекистаном в частности из собрания Национального музея Индии в Нью-Дели. В книге-альбоме представлены предметы начиная со времен древних кушан, с I века н.э., в частности в альбом включена нумизматическая коллекция, в которую входят монеты кушан I-III вв н.э., ювелирные изделия, в частности коллекция из Таксилы, датируемая I в. до н.э. – I в. н.э., скульптуры, в том числе Будды и других буддийских богов. Экспозиция эпохи Бабуридов включает в себя манускрипты, среди которых Кораны, списки хадисов и другие теологические и философские тексты, в том числе манускрипт «Ал-Джами ас-сахих лил Имам ал-Бухари», сказания "Темур-наме", "Бабур-наме", "Джахонгир-наме", а также нумизматическую коллекцию.

### Жемчужины коллекции юга: коллекции музеев Сурхандарьи
LVI том посвящен коллекциям музеев Сурхандарьинской области Узбекистана, среди которых Термезский археологический музей, Музей Термеза и термизидов, а также Термезский государственный музей заповедник. В альбоме представлены предметы, изготовленные на территории региона начиная со II тыс. до н.э.. В том числе орудия ремесленников, бытовая утварь эпохи бронзы, ювелирные изделия, резное дерево и металл. Широко представлена нумизматическая коллекция. Среди экспонатов предметы греко-бактрийской, кушанской, кучуктепинской культуры, Чаганиана, средних веков, а также предметы современного искусства, картины современных художников.

### Собрания музеев Республики Татарстан
LVII том посвящен собраниям музеев Татарстана. Большая часть предметов, представленных в альбоме, экспонаты из коллекции Национального музея республик, связанной с культурным наследием Средней Азии и в частности Узбекистана, начавшей формироваться в 1895 году Федором Лихачевым, и Государственного музея изобразительных искусств Казани. В альбом включены предметы, изготовленные на территории современного Узбекистана в XVIII-XX вв. Это бумажные и шелковые деньги, художественный металл, ювелирные изделия, резное дерево, керамика и текстиль. Также в альбоме представлены работы художников, которые вдохновлялись Узбекистаном, в том числе Бенькова, Тимофеева, Рубо, Кузнецова, Гимаева, Тумашева, Урманче.

### Собрание Музея исламского искусства Малайзии
LVIII том посвящен предметам, произведенным на территории современного Узбекистана, которые хранятся в Музее исламского искусства Малайзии. Само здание музея отчасти является экспонатом культурного наследия Узбекистана - самаркандские мастера занимались внутренней отделкой здания, в частности ганчевым декором. Всего узбекская коллекция музея включает в себя около 200 предметов, часть которых попала на страницы альбома. Древнейшим экспонатом является согдийское одеяние VII-VIII вв. Также в альбом включены предметы из керамики, в частности расписанная каллиграфическим почерком посуда Афрасиаба, коллекция металла, манускрипты XII-XIV вв., среди которых рукопись авторства аль-Джурджани "Сокровища шаха Хорезма". Представлены ювелирные украшения, изготовленные мастерами Бухары. Широко представлен текстиль, в частности сюзане, чапаны, головные уборы, ковры. Отдельная статья посвящена конной упряжи и искусству верховой езды, а также вышивка локайцев и кунгратов.

### Собрание Государственного Эрмитажа. Дипломатические дары узбекских ханов и этнографическая коллекция
LIX - третий том серии, посвященный собранию Государственного Эрмитажа. Данный том включает в себя дары узбекских ханов русским правителям, а также предметы из этнографической коллекции Эрмитажа. Представлена коллекция среднеазиатского оружия и брони, в частности шлемы и кольчуги, щиты, луки и сабли, инкрустированные драгоценными камнями, а также ружья и подарочные конные упряжи. Представлена в альбоме коллекция наград Бухарского эмирата, среди наград Орден "Благородной Бухары", "Корона благородной Бухары", "Солнце Александра". Широко представлена нумизматическая коллекция, в частности в альбом включены монеты, произведенные в Бухарском эмирате, Кокандском и Хивинском ханствах. Среди даров присутствовали изделия их керамик, текстиля, металла, а также ювелирные украшения.

### Портрет в миниатюрной живописи: персонажи, связанные с историей и культурной Мавераннахра
LX том посвящен портретному жанру в миниатюрах художников Ирана, Хорасана, Мавераннахра и бабуридской Индии. В качестве предисловия экспозицию, представленную в альбоме, предваряет научная статья, посвященная заявленной теме, авторства Зухры Каримовой. В книге-альбоме представлены портреты известных личностей, имеющих отношение к истории Средней Азии, среди них Александр Македонский, миниатюры с изображением которого украшают "Хамсы" Низами "Шарафнаме Искандери", Джалалиддин Мангуберди из рукописи "Тарихи Абулхайр-хан", коллекция портретов Амира Темура, в том числе миниатюры из "Зафарнаме" авторства Бехзада, изображение Мирзо Улугбека из трактата ас-Суфи, а также портреты Байсонкура, султана Али Барласа, Хусейна Байкары, Шейбани-хана, Бахадур-хана, Абулхайр-хана, Абдуллы-хана, коллекция изображений Захириддина Бабура, в том числе из книги "Бабур-наме", Мухаммада Хумаюна, Хамиды бону Бегим, Акбара Великого, Джахангира, Шах-Джахана, Аурангзеба. Отдельная глава посвящена представителям научной среды, в частности представлены портреты Фирдоуси, Абу Али ибн Сины, Низами, Саади, Дехлеви, Навойи и Бехзада.

## Отзывы и критика
Эрнесто Оттоне Рамирес, помощник генерального директора ЮНЕСКО по культуре в обращении к авторам проекта "Культурное наследие Узбекистана в собраниях мира" заявил, что организация успешно работает, чтобы показать миру богатейшее культурное наследие Узбекистана, которое хранится не внутри страны, но и во всем мире, в знаменитых музеях Европы и США, а также в других странах. А также заявил о том, что он очень рад активному взаимодействию ЮНЕСКО с Узбекистаном.
Борис Голендер, писатель, историк края уверен, что инициатива Абдухаликова вскрывает неизвестные детали истории Узбекистана во всех областях культурной жизни.
Издание Cultural Property News пишет, что Проект "Культурное наследие Узбекистана в собраниях мира" поистине уникален не только по своему масштабу, но и по своему энтузиазму в отношении глобального распространения богатого культурного наследия Узбекистана. Публикации и продвижение существующих западных коллекций, является важным шагом вперед в политике в области культурных ценностей. Проект, несомненно, внесёт вклад в стимулирование институционального развития в Узбекистане, туризма и позитивных международных отношений"
Эдвард Ртвеладзе, академик, доктор исторических наук, один из авторов проекта "Культурное наследие Узбекистана в собраниях мира" заявил, что главная цель Проекта — сделать культурное наследие Узбекистана достоянием мировой общественности. Для этого авторам пришлось пойти на некоторое упрощение материала для того, чтобы широкий круг читателей смог без проблем ознакомиться с культурным наследием Узбекистана.
Фредерик Старр, американский эксперт по Евразии, основатель и председатель Института Центральной Азии и Кавказа считает, что Проект «Культурное наследие Узбекистана в собраниях мира» можно назвать феноменальным явлением для всей мировой цивилизации.
В описание Проекта на официальном сайте Российского этнографического музея говорится, что Проект беспрецедентный по своему масштабу. В него вовлечены десятки специалистов; используются материалы из собраний России, Германии, Англии, Турции, Испании, Индии, Чехии, Монголии, Японии, Франции. Как считают руководители проекта, его география будет расширяться до тех пор, пока не будут выявлены все хранилища, располагающие памятниками культуры Узбекистана. Таким образом, просветительные задачи, по замыслу создателей проекта, являющиеся ключевыми, нашли своё решение.
Специальный представитель президента РФ по международному культурному сотрудничеству Михаил Швыдкой называет Проект масштабной работой и выразил готовность всячески поддержать его поддержать,в частности Швыдкой пообещал помочь в реализации проекта по оцифровке уникальных записей первых исполнителей узбекских макомов из архива Пушкинского дома.

## Восприятие
Катагощина М.В. с своей статье "Культурный диалог России и Узбекистана в начале XXI в.: музеи, выставки, частные коллекции", опубликованной в выпуске "Узбекистановедение" научного журнала "Труды института постсоветских и межрегиональных исследований", называет проект "Культурное наследие Узбекистана в собраниях мира" "грандиозным по своим масштабам, научному и культурно-просветительному значению". Катагощина пишет, что проект задуман как "свод памятников национальной истории, культуры и искусства с древнейших времен и до современности, хранящихся за пределами узбекской земли", а его идея – раскрыть богатство и уникальность культурного наследия узбекского народа, сделав достоянием общественности художественные артефакты, рукописи, памятники книжности Узбекистана, отдавая в то же время дань уважения и признательности его хранителям и исследователям во многих странах мира.
В статье Пивовара, Е. И. и Хановой, И. Е. "Архивное наследие как сфера интеграции Казахстана в научно-информационное и культурное пространство Евразии. 1998–2021 гг.", опубликованной в «Вестнике архивиста», авторы сравнивают программу по выявлению по всему миру документов и артефактов, отражающих историю Казахстана, создание фонда их высокотехнологичных копий с проектом «Культурное наследие Узбекистана в собраниях мира». Называя идею "утверждением в Казахстане национального исторического сознания".
Михаил Шенкар, профессор Еврейского университета в Иерусалиме в своей статье "Языки среднеазиатской археологии" для научного периодичного журнала "Вестник МИЦАИ" напрямую связывает работу проекта «Культурное наследие Узбекистана в собраниях мира» с ростом интереса к археологии и культурному наследию Средней Азии на фоне роста политической, экономической и культурной значимости Центрально-Азиатского региона. По мнению автора, долг ученых состоит в том, чтобы популяризировать регион и саму дисциплину в академических и общественных кругах, готовить перспективных студентов и стремиться создавать больше академических программ, стипендий и позиций в области среднеазиатской археологии.
Профессор Соколова А. Н. в своей статье "Особенности культурной политики тюркоязычных стран Центральной Азии" для Российского научно-исследовательского института культурного и природного наследия имени Д. С. Лихачева пишет, что проект "Культурное наследие Узбекистана" консолидирует мировое сообщество, обнаруживая точки объединения для десятков государств. "В проекте участвуют ученые даже из непримиримых друг другу стран, таких как Пакистан и Индия, Иран и Израиль", - подчеркивает Соколова.

## Фильмы
История Проекта «Культурное наследие Узбекистана в собраниях мира»
Собрание документальных фильмов о Проекте

## Смотрите также
История Узбекистана